# Все для Латвії!
Все для Латвії! (латис. Visu Latvijai!) — латвійська націоналістична політична партія.

## Громадська організація
Все для Латвії! була створена у 2000 році як молодіжна політична організація. 10 грудня 2002 року відбувся організаційний з'їзд на якому були присутні латвійські націоналісти різних поколінь. Публіцист Вісвалдіс Лаціс став почесним головою організації. Протягом наступних трьох років ВЛ стала однією з найпотужніших націоналістичних організацій Латвії. 17 червня 2005 року члени організації спалили прапор СРСР біля посольства РФ, чим привернули до себе увагу громадськості. 18 листопада того ж року активістами ВЛ була організована багатотисячна смолоскипна хода націоналістів. У червні 2006 року Все для Латвії! перетворилася на політичну партію.

## Політична партія
Вже у 2006 році взяла участь у виборчих перегонах до парламенту, однак набрала лишень 1,48% голосів виборців. Відтак не потрапила до парламенту. Лідерами партії є Райвіс Дзинтарс та Імантс Параднієкс.
Все для Латвії! виступає за законодавче обмеження кількості осіб, які протягом одного календарного року можуть натуралізуватися в латвійське громадянство. Партія прагне збільшити відсоток етнічних латишів з теперішніх 59% населення Латвії принаймні до 75% шляхом надання фінансової підтримки етнічним латишам, які бажають повернутися до дому з-за кордону. Все для Латвії! виступає за розширення сфери вжитку латиської мови. Зокрема, партія пропонує зробити державну мову єдиною мовою навчання в усіх навчальних закладах всіх рівнів, що фінансуються державою починаючи з 2015 року. Партія виступає проти європейського федералізму.

## Ідеологія
ВЛ є націоналістичною партією, яка прагне до латвійської Латвії, прагне реалізувати суверенітет латишів на їх рідних землях. Своїми основними цінностями партія вважає духовні цінності латвійського народу. Ідеологія ВЛ спирається на те, що латвійський націоналізм зможе забезпечити справжню демократію та справедливість у державі. Партія сповідує ідеологію спорідненості всіх латишів у єдину національну спільноту за зразком сім'ї, — де кожен має право на повагу до себе, підтримку у скрутний час та взаємодопомогу. Нація — це одна велика сім'я, основна підвалина державної політики. Для того, щоб стати рівними, складовою частиною Європи латиші повинні досягти внутрішньої єдності не тільки в латиській культурі, а й у сфері соціального забезпечення, освіти, державного управління, зовнішньої політики, внутрішньої політики та економіки.

## Символіка
Емблема партія — це ромб в кольорі прапора Латвії. В середині ромбу — Юміс, що символізує в латиській міфології сільське господарство та бога родючості. Над ним літери ВЛ — «Все для Латвії!».